# Mes amis, mes amours, mes emmerdes...
Ne doit pas être confondu avec Mes amis, mes amours (film, 2008).
Mes amis, mes amours, mes emmerdes... est une série télévisée française créée par Jean-Marc Auclair, Marie Luce David et Thierry Lassalle diffusée sur TF1 du 12 octobre 2009 au 25 mai 2015 et rediffusée depuis le 4 janvier 2013 sur HD1.
Le titre est tiré de la chanson Mes emmerdes de Charles Aznavour.

## Synopsis
Caroline, Olivier, Nathalie, Fred, Marie et François sont six amis inséparables qui ont acheté ensemble une maison de vacances de campagne ("Les Bruyères") pour profiter de la vie... La série raconte leur amitié, leurs amours mais aussi leurs emmerdes...et apprendre les choses de la vie.

## Distribution

### Acteurs principaux
- Bruno Madinier : Olivier Delaume, chirurgien † (saisons 1 à 4 - personnage mort)
- Florence Pernel : Caroline Delaume, dite Caro, travaillant dans l'organisationnel (saisons 1 à 4)
- Bernard Yerlès : Frédéric Marciani, dit Fred, garagiste (saisons 1 à 4)
- Élise Tielrooy : Marie Bellot Kleber, avocate (saisons 1 à 4)
- Anne Charrier : Nathalie Marciani † (saisons 1 et 2 - personnage mort)
- Serge Hazanavicius : François Kleber, vétérinaire (saison 1)
- Stéphane De Groodt : François Kleber, vétérinaire (saisons 2 à 4)

### Acteurs récurrents
- Jean Dell : Verny (saisons 1 à 4)
- Bernard Verley : Jean-Charles, père de Nathalie (saisons 1 à 4)
- Julien Frison : Romain, fils de Nathalie, élevé par Fred (saisons 1 à 4)
- Juliet Lemonnier : Juliette, fille d'Olivier et Caroline (saison 1)
- Pauline Cheviller : Juliette, fille d'Olivier et Caroline (saisons 2, 3)
- Elsa Gallès : Juliette, fille d'Olivier et Caroline (saison 4)
- Morgane Kerhousse : Gloria, fille de François (saisons 1, 2)
- Maria Carlotta Antonucci : Gloria, fille de François (saisons 3, 4)
- Dorian Nguyen : Tim, fils de Nathalie et Fred (saison 3)
- Florent Tran : Tim, fils de Nathalie et Fred (saison 4)
- Alain Sachs : Le psy (saisons 2, 3)
- Shirley Bousquet : Sonia (saison 1)
- Natalia Dontcheva : Cécile Berlioz (saison 1)
- Benoît Simonpietri : Matthieu (saisons 1, 2)
- Marie-France Mignal : Gigi, mère de Nathalie (saisons 1, 2)
- Agathe de La Boulaye : Pauline (saison 3)
- Sylvie Audcoeur : Béatrice Valeo, patronne d'Alexis (saison 3)
- Noémie Elbaz : Camille, patiente d'Olivier (saison 3)
- Michèle Moretti : Nicky, la mère de François (saison 4)
- Delphine Serina : Maud (saison 4)
- Marion Pellissier : Paloma, la fille de Maud et Fred (saison 4)
- Kader Boukhanef : Alex, le policier (saison 4)
- Erick Deshors : Eric Duval, le père biologique de Romain (saison 4)
- Stéphane Blancafort : Raphaël, le chef de service de Caroline et amant de Juliette (saison 4)
- Manoëlle Gaillard : Ève (saison 4)
- Valeria Cavalli : Muriel (saison 4)
- Lilou Fogli : Sabine (saison 2)
- Stéphanie Pasterkamp : Brigitte, la collègue et amie de Marie (saison 3)
- Hélène Seuzaret : Irène Blanc, la voisine de Fred (saison 3)
- Arièle Semenoff : Nicole, la maman de Caro (saison 3)
- Hervé Dubourjal : Garrivier, le patron du cabinet d'avocats (saison 3)
- Jean-Marie Lamour : Dominique, le fiancé de Verny (saison 3)
- Valérie Kéruzoré : Claire Verdier, cliente de Marie (saison 3)
- Nicolas Grandhomme : Alexis, fiancé de Camille et usurpateur d'identité d'Olivier (saison 3)
- Arnaud Lechien : Nicolas Corso, inspecteur de police (saison 3)
- Jeoffrey Bourdenet : Guillaume, fils de Verny (saison 3)
- Laëtitia Lacroix : la psy de François (saison 4)
- Sarah Capony : Chloé, l'assistante de Marie (saison 4)

## Épisodes

### Première saison (2009)
1. Quand les amis s'en mêlent
2. Comment lui dire ?
3. Dettes de jeu
4. Sacrés Parents !
5. Sur la route des Bruyères
6. Le Meilleur Ami de l'homme

### Deuxième saison (2010)
1. Pour le meilleur mais aussi pour le pire
2. Concerto pour piano
3. L'Enveloppe
4. La Seule et l'Unique
5. Le Tout pour le tout
6. Tout feu, tout flamme

### Troisième saison (2012)
La troisième saison est diffusée à partir du 19 novembre 2012 à raison de deux épisodes par soirée.
1. Le Complexe du survivant
2. Nouveau Départ
3. Rien que la vérité !
4. Je suis moi
5. À qui le tour ?
6. Si tu ne m'aimes pas, je t'aime ?

### Quatrième saison (2015)
La quatrième saison est diffusée à partir du 4 mai 2015 à raison de deux épisodes par soirée.
1. Une page se tourne
2. Des matins difficiles
3. Un seul être vous manque
4. Lien de sang
5. Un voyage sous tension
6. Révélations au sommet
7. Plus dure sera la chute
8. Une nouvelle vie

## Autour de la série
Stéphane de Groodt remplace Serge Hazanavicius dans le rôle du vétérinaire François Kleber en début de saison 2.
Anne Charrier quitte la série après 2 saisons pour se consacrer au tournage de la saison 2 de Maison close. Son personnage (Nathalie Marciani) est alors annoncé comme mort au début de la saison 3. Ce décès est alors expliqué par Olivier en disant vaguement qu'elle serait décédée dans un accident de voiture.
Dans la quatrième saison, c'est au tour de Bruno Madinier de quitter la série, son personnage (Olivier Delaume) meurt d'une rupture d'anévrisme.
En juin 2016, Bernard Yerlès annonce l'abandon d'une saison 5 alors que celle-ci est écrite.

## Audiences
Saison 1 : la saison 1 a été un véritable succès[réf. nécessaire], conduisant sans interrogation la série à une deuxième saison. C'est chaque lundi de diffusion plus de 7 millions de téléspectateurs qui ont regardé les mésaventures de Fred, de Nathalie ou bien encore de leurs 4 amis. 
Saison 2 : la saison 2 a elle aussi été un très beau succès[réf. nécessaire]. Les premiers épisodes ont été regardés par 7,5 millions de téléspectateurs. Les suivants ont eux aussi fait carton plein avec ici ou là un peu moins de 7 millions de téléspectateurs. 
Rediffusion (saison 1) : durant l'été 2011, TF1 a choisi de rediffuser la saison 1 en deux lundis de trois 3 épisodes. Cependant, face à la lourde concurrence implacable de M6 et L'amour est dans le pré, la série a été un véritable flop avec 13 % de part d'audience pour un peu plus de 3 millions d'adeptes. Sur M6, Karine Le Marchand réunissait plus de 6 millions de téléspectateurs.
Saison 3 : la saison 3 ne démarre pas avec le même succès que la saison précédente et le premier épisode est même dépassé en nombre de spectateurs par Castle diffusé sur France 2. En effet, le premier épisode rassemble 5,9 millions de téléspectateurs contre 6 millions pour l'épisode inédit de Castle.
Saison 4 : la saison 4 démarre faiblement en attirant 5,1 millions de téléspectateurs (20.1 % du public). Les semaines suivantes, la série se fait régulièrement battre par "L'Amour est dans le Pré" de M6. Le final de la saison a réalisé une médiocre performance, en réunissant seulement 4,1 millions de téléspectateurs (15.6 % du public), 1 million de téléspectateurs ont donc zappés la série entre les épisodes 5 et 6, et les épisodes 7 et 8.